# Ervin
Az Ervin germán eredetű férfinév, jelentése had(sereg)+barát. A név első eleme több germán szóból is származhat, amiknek a jelentése lehet még becsület, örökség, vadkan. Női párja: Ervina.

## Gyakorisága
Az 1990-es években igen ritka név, a 2000-es években nem szerepel a 100 leggyakoribb férfinév között.

## Névnapok
- április 25.[2]
- április 26.[2]
- december 24.[2]

## Híres Ervinek

### Magyarok
| - Abádi Ervin író, szerkesztő, grafikus - Baktay Ervin festő, művészettörténész, író, műfordító - Balázs Ervin kertészmérnök, biológus, mezőgazdász, az MTA tagja - Batthyány Ervin gróf, nagybirtokos, iskolaalapító - Bauer Ervin orvos, elméleti biológus - Belovics Ervin jogász - Cseh Ervin politikus, miniszter, főispán - Csizmadia Ervin politológus, egyetemi docens - Demeter Ervin politikus, országgyűlési képviselő - Dezső Ervin fizikus, egyetemi tanár - Ditrói Ervin művészeti író, művészettörténész - Fried Ervin matematikus - Gyertyán Ervin író, újságíró, műkritikus, filmesztéta, irodalomtörténész - Hacker Ervin jogász, egyetemi tanár - Junger Ervin zeneszerző, zenetudós, zenepedagógus, egyetemi tanár - Kibédi Ervin színész, komikus | - Kirádi Ervin válogatott labdarúgó - Kiss Ervin orvos, szakíró, grafikus - Kolczonay Ervin filmproducer - Kovács Ervin válogatott labdarúgó - Kováts Ervin kémikus, vegyészmérnök, az MTA tagja - László Ervin zongoraművész, filozófus, az MTA tagja - Lázár Ervin író, elbeszélő, meseíró - Lukács Ervin Kossuth-díjas karmester - Mészáros Ervin olimpiai bajnok vívó - Nagy Ervin színész - Nagy Ervin filozófus, közíró, tanár, politikus - Roszner Ervin politikus, miniszter, szakíró - Sinkó Ervin költő, író, irodalomtörténész - Szabó Ervin társadalomtudós, könyvtáros, forradalmár - Szücs Ervin gépészmérnök, egyetemi tanár - Zádor Ervin olimpiai bajnok vízilabdázó |

### Külföldiek
| - Erwin Bauer német autóversenyző - Erwin Braun osztrák labdarúgó-játékvezető - Erwin Finlay-Freundlich német csillagász - Erwin Hieger perui labdarúgó-játékvezető - Egon Erwin Kisch cseh író, újságíró | - Erwin Koeman holland labdarúgó, edző - Erwin Panofsky német művészettörténész - Erwin Rommel német tábornagy, a sivatagi róka - Erwin Schrödinger osztrák fizikus - Erwin Vetter német labdarúgó-játékvezető |